# Delegate River
Der Delegate River ist ein Fluss in den australischen Bundesstaaten Victoria und New South Wales und ein Nebenfluss des Snowy River.

## Verlauf
Er entspringt an den Nordhängen des Errinundra-Plateaus im östlichen Gippsland und fließt zunächst nach Norden. Nachdem er die Grenze nach New South Wales überquert hat, wendet er sich nach Osten und fließt durch die Kleinstadt Delegate. Dort wendet er sich wieder nach Norden und kurz vor seiner Mündung in den Snowy River bei Tombong nach Westen.